# Bois de la Cambre

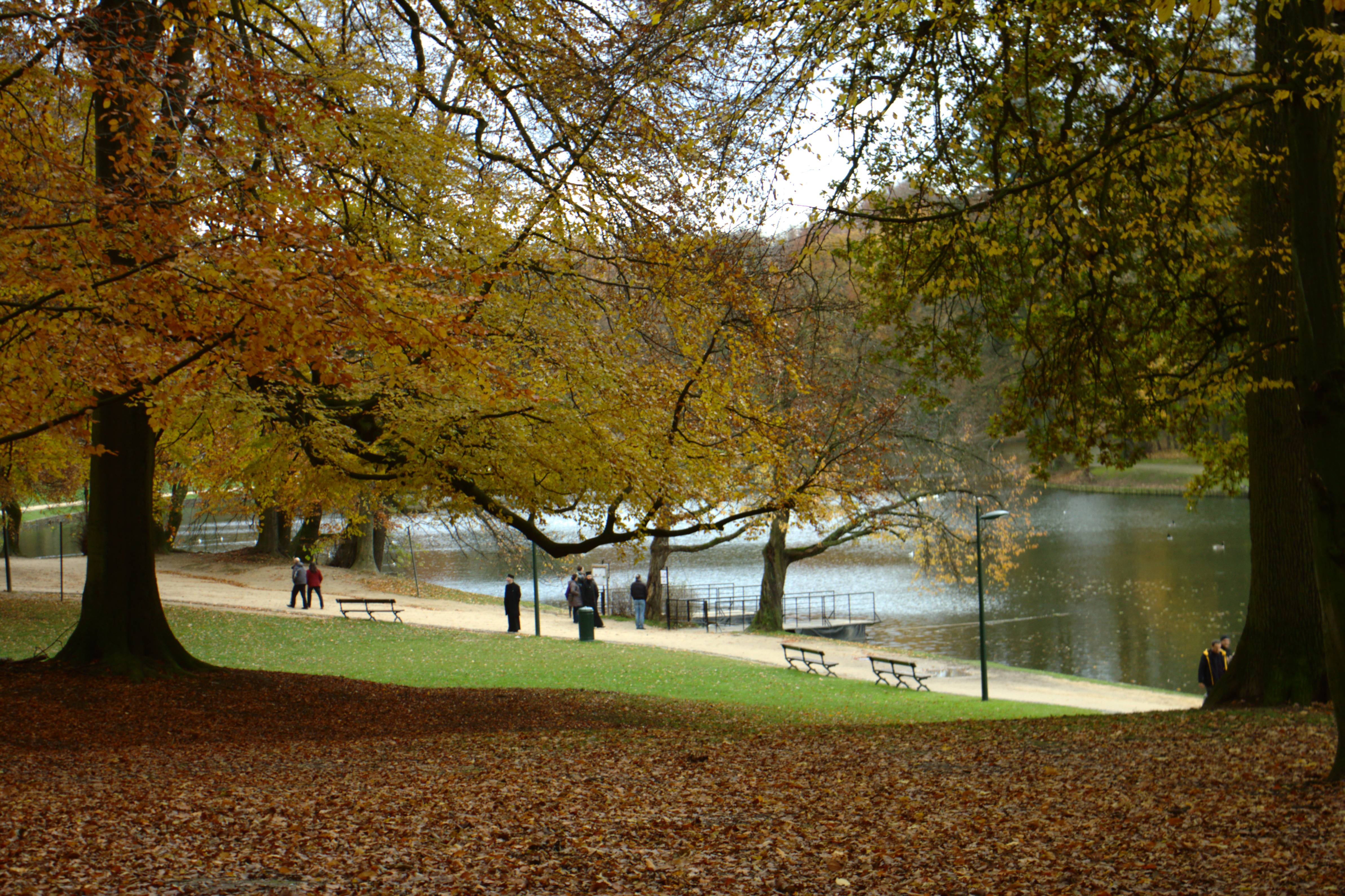
Podzim v parku

Bois de la Cambre (nizozemsky Ter Kamerenbos) je jeden z bruselských parků. Nachází se v jižní části města; s centrem belgické metropole je spojen širokou třídou Avenue Louise, vybudovanou v roce 1861, témže roce, kdy byl založen i park. Anglický park je podlouhlého severo-jižního tvaru a jeho rozloha činí 1,23 km². Park je znám jako Zelené plíce Bruselu a jako vstupní brána do lesa Forêt de Soignes.

## Historie
Návrh zbudování parku představil v roce 1827 německý architekt Édouard Keilig; realizace se odehrála na začátku 60. let 19. století. Po dokončení byl park místem častých návštěv královny Marie-Henrietty.
Na území dnešního parku hráli vojáci britské armády před bitvou u Waterloo kriket, a proto je jeden z trávníků známý jako Anglický trávník (francouzsky Pelouse des Anglais). Tuto skutečnost dodnes připomíná pamětní dub, vysazený roku 1965, a pamětní deska.
V centrální části parku se nachází ostrov s tzv. Robinsonovou chatou, která vznikla roku 1877. Původní stavbu zničil v roce 1991 požár a následně byla v letech 2006-2009 vybudována znovu. V současné době je chata přístupná za pomocí loďky, která zajišťuje spojení se zbytkem parku.
Hlavní silnice procházející okolo parku je od devadesátých let během víkendů uzavřena pro dopravu.